# Formica clymene
Formica clymene är en myrart som beskrevs av Wheeler 1915. Formica clymene ingår i släktet Formica och familjen myror. Inga underarter finns listade i Catalogue of Life.